# (6009) Yuzuruyoshii
(6009) Yuzuruyoshii ist ein Asteroid des inneren Hauptgürtels, der am 24. März 1990 von der US-amerikanischen Astronomin Eleanor Helin am Palomar-Observatorium (IAU-Code 675) in Kalifornien entdeckt wurde. Unbestätigte Sichtungen des Asteroiden hatte es schon am 26. April 1952 (1952 HE3) am McDonald-Observatorium in Texas sowie am 27. November 1957 (1957 WJ1) am Goethe-Link-Observatorium in Indiana gegeben.
Die Umlaufbahn des Asteroiden um die Sonne ist mit mehr als 22° stark gegenüber der Ekliptik des Sonnensystems geneigt.
(6009) Yuzuruyoshii ist nach Yuzuru Yoshii (* 1951) benannt, dem Direktor des Institutes für Astronomie der Universität Tokio. Die Benennung erfolgte am 29. Oktober 2012.

## S/2021 (6009) 1
Bei photometrischen Beobachtungen von (6009) Yuzuruyoshii am 21. Mai 2021 wurde festgestellt, dass der Asteroid in 33 km Entfernung einen Begleiter hat, der circa 29 Prozent seiner Größe aufweist, und zwar 2,87 km. Der Mond braucht für eine Umlaufbahn um (6009) Yuzuruyoshii 1,836 Tage. Der Begleiter erhielt die vorläufige Bezeichnung S/2021 (6009) 1.